# Інезган
Інезган (бербер. ⵉⵏⵣⴻⴳⴳⴰⵏ; араб. إنزكان) — місто на півдні Марокко, що розташоване в адміністративному регіоні Сус — Масса. Лежить між містами Агадір й Айт-Меллуль в історичній області Сус. Населення за переписом 2014 року становить 130 333 осіб.
Місто є передмістям Агадіру, адміністративного центра регіону. Інезган вважається комерційним центром історико-географічної області Сус, хоча і не є таким туристично привабливим як Агадір.
За колоніальних часів Інезген, що був тоді селом, мав славу торгівельного центру регіону. Сьогоді економіка міста в основному базується на його численних суках (східних базарах), де продаються фрукти й овочі, хутра, шкіра тощо.
Вдале розташування Інезгана між півднем і північчю Марокко сприяє розвитку в місті міжміських автобусних перевезень. Населення міста має переважно берберське походження.